# Еикју
Еикју (永久) је јапанска ера (ненко) која је настала после Тенеи и пре Генеи ере. Временски је трајала од јула 1113. до априла 1118. године и припадала је Хејан периоду. Владајући монарх био је цар Тоба.

## Важнији догађаји Еикју ере
- 1113. (Еикју 1, четврти месец): Фуџивара Тадасане је постао нови дворски кампаку.[3]
- 1113. (Еикју 1, четврти месец): Цар Тоба посећује шинто храмове Мацуно и Китано Тенгам-гу.[3]
- 1113. (Еикју 1, десети месец): Цар Тоба посећује храмове на планини Хиеи у близини Кјота.[3]
- 1113. (Еикју 1, једанаести месец ): Цар Тоба посећује храмове Инари и Гион (Јасака).[3]